# ووت وی‌ئی-۷
ووت وی‌ئی-۷ (به انگلیسی: Vought VE-7) یک هواپیمای ساختِ کارخانهٔ ووت در کشور ایالات متحده آمریکا است که در سال ۱۹۱۸–۱۹۲۸ ساخته شد. نخستین استفاده‌کنندهٔ این هواپیما نیروی دریایی ایالات متحده آمریکا بوده‌است. این هواپیما برای نخستین بار در ۱۹۱۷ میلادی مورد استفاده قرار گرفت.